# Polynukleotid
En polynukleotid är en biopolymer som består av minst 13 nukleotider som monomerer. Dessa monomerer är sammanbundna med kovalenta bindningar till en kedja. DNA och RNA är exempel på polynukleotider med distinkt biologisk funktion. Prefixet poly- commer från antik grekiska πολυς (pållis, många). DNA består av två polynukleotidkedjor, där varje kedja har formen av en helix (spiral).